# 1971 год в телевидении
Список 1971 год в телевидении описывает события в мире телевидения, произошедшие в 1971 году.

## События
МАЯ
• 12 мая мультфильм логотип на ЦТ СССР Ну, погоди!

### Сентябрь
- 8 сентября — Запущен телеканал USA Network.

### Без точных дат
- Запущен в Венгрии телеканал «М2».

## Родились
- 6 февраля — Алексей Богословский — ТВ-знаток (Своя игра) и преподаватель[1]
- 27 февраля — Фёкла Толстая — российская теле и радиоведущая (Времечко) и журналистка.
- 19 мая — Лера Кудрявцева — российская телеведущая, актриса и танцовщица.
- 16 июня — Кирилл Богловский — ТВ-знаток (Своя игра), чемпион Автомобильного кубка-2009 и преподаватель[2]
- 21 июля — Нонна Гришаева — российская актриса, телеведущая, пародистка и певица.
- 1 сентября — Геннадий Бачинский — российский теле и радиоведущий (трагически погиб в ДТП в 2008 году).
- 8 сентября — Владимир Епифанцев — российский актёр, режиссёр, телеведущий и клипмейкер.
- 22 декабря — Инга Ильм — советская и российская актриса, телеведущая и историк искусства.
- 30 декабря — Елизавета Листова — российская тележурналистка.